# 조절변인
조절변인(moderator variable)은 두 변인간의 관계를 결정하는 제 3의 변인을 말한다.
두 변인 사이의 관계가 세 번째 변인에 의존할 때 발생한다. 조절 변인의 효과는 통계적으로 상호 작용으로 특징이 지어진다. 즉, 종속 변인과 독립 변인 간의 관계의 방향 및 크기와 관련된 범주형(예: 성별, 민족, 계층) 또는 연속적(예: 연령, 보상 수준) 변인이다. 특히 상관 분석 프레임워크 내에서 중재자는 두 개의 다른 변인 사이의 0차 상관 관계 또는 독립 변인에 대한 종속 변인의 기울기 값에 영향을 미치는 세 번째 변인이다. 분산 분석(ANOVA) 용어에서 기본 중재자 효과는 초점 독립 변인과 해당 작업에 적합한 조건을 지정하는 요인 간의 상호 작용으로 나타낼 수 있다.